# Sulejman Vokshi
Sulejman Vokshi (1815, Đakovica, Osmanská říše – 1890) byl vojenský důstojník albánské národnosti v Osmanské armádě. Byl také členem organizace Prizrenská liga. Na počátku 80. let 19. století vedl povstání proti Turkům na území dnešního Kosova.
V rámci Prizrenské ligy zastával Vokshi post předsedy hospodářské komise a ústředního výboru. V boji proti Turkům nebyl nováčkem; v období reforem tanzimatu bojoval v povstání v letech 1843–1844. Za tuto svojí účast byl uvězněn v Anatolii. V 80. letech 19. století obsadil s vojskem loajálním Prizrenské lize Prištinu a Skopje. Po porážce povstání jej zajala turecká armáda a spolu s dalšími představiteli Prizrenské ligy odsoudila k trestu vězení. Považovala ho za jednoho z nejnebezpečnějších vůdců Prizrenské ligy. Vokshi měl strávit za mřížemi zbytek života; vězení mohl ale opustit díky sultánově rozsáhlé amnestii.